# Lophostethus
Lophostethus este un gen de molii din familia Sphingidae. 

## Specii
- Lophostethus dumolinii - (Angas, 1849)
- Lophostethus negus - Jordan, 1926